# Redwood (Texas)
Redwood is een plaats (census-designated place) in de Amerikaanse staat Texas, en valt bestuurlijk gezien onder Guadalupe County.

## Demografie
Bij de volkstelling in 2000 werd het aantal inwoners vastgesteld op 3586.

## Geografie
Volgens het United States Census Bureau beslaat de plaats een oppervlakte van
15,4 km², waarvan 15,2 km² land en 0,2 km² water.

## Plaatsen in de nabije omgeving
De onderstaande figuur toont nabijgelegen plaatsen in een straal van 20 km rond Redwood.